# 松崎康弘
松崎 康弘（まつざき やすひろ、1954年1月20日 - ）は、千葉県千葉市出身の元サッカー審判員。現在は日本サッカー協会常務理事。
千葉県立千葉高等学校在学中にサッカーを始め、中央大学を経て、新東京国際空港公団（現：成田国際空港株式会社）に勤務。出向した日本航空のロンドン勤務中に審判資格を取得した。1993年1月に1級審判登録され、1995年から2002年までJリーグの主審として活動した。2006年8月から日本サッカー協会審判委員長（理事）。2012年6月から現職。
また、日本人フットサル審判員の第一人者とされ、ルールに関した本を執筆したり、2000年から2003年まで週刊サッカーダイジェストのフットサルのページでコラムを書いていた。

## エピソード
- 現役時代、冬季に行われた試合でも半袖のウエアを着用していた。
- 1996年、柏レイソル対東京ヴェルディ戦の終了後、試合中の判定に不満を募らせたメインスタンドの観客よりペットボトルを投げつけられ、裂傷を負った。
- 2009年7月7日の読売新聞紙上のコラムで、大宮アルディージャの選手・石原直樹のプレーを「姑息」と評した。これに対して大宮側が抗議、松崎は陳謝した。
- 「大げさで、過度に時間をかけるゴールパフォーマンスは勧められない」という立場をとり、2010年J1第26節「サンフレッチェ広島対ジュビロ磐田（広島ビ[注釈 1]）」にて、広島の選手が行ったファッションショーを模したパフォーマンス[注釈 2]に難色を示した。同年J1第28節 「横浜F・マリノス 対 サンフレッチェ広島(ニッパ球[注釈 1]）」にて、廣瀬格主審が、広島の選手がパフォーマンスを行おうとしていたのを制止したことについては、「過度になってきたが、どんなものか披露もされていないのに制止するのも不可解」とパフォーマンスを行うこと自体には理解を示す[2]。

## 著作
- フットサルレフェリーズ アドスリー、2007年 ISBN 978-4900659780
- フットサル教本 (須田芳正と共著) 大修館書店、2002年 ISBN 978-4469264890
- サッカーを100倍楽しむための審判入門 講談社、2009年 ISBN 978-4062156936
- 審判目線 面白くてクセになるサッカー観戦術 講談社、2011年 ISBN 978-4062167673